# Keden (Kalijambe)
Keden is een bestuurslaag in het regentschap Sragen van de provincie Midden-Java, Indonesië. Keden telt 3397 inwoners (volkstelling 2010).